# Trêveszaal
La Trêveszaal (en français : « salle de la Trêve ») est une salle de réunion historique datant de 1697 située dans la Binnenhof à La Haye aux Pays-Bas. Elle fait partie des bâtiments du ministère des Affaires générales. Elle constitue la salle de réunion permanente du conseil des ministres néerlandais depuis 1977. La Trêveszaal et la Statenzaal (« salle des États ») adjacente sont également utilisées pour les réceptions officielles du Premier ministre et du conseil des ministres.
Le nom de la salle fait référence aux négociations qui y ont eu lieu entre les Provinces-Unies et l'Espagne en 1608, avant la Trêve de Douze Ans (1609-1621). La salle donne sur le Hofvijver, l'étang bordant le Parlement. Le portail qui donne accès aux Trêveszaal et Statenzaal se trouve dans la galerie au-dessus de la Binnenpoort (« Porte intérieure »).
Nimègue possède également une Trêveszaal dans son hôtel de ville. Les traités de Nimègue y furent signés en 1679.

## Histoire
L'histoire de cette partie du Binnenhof remonte au Moyen Âge, lorsque les bâtiments du tribunal (Hof) des Comtes de Hollande se trouvaient à cet endroit. La construction de la Binnenhof s'est déroulée progressivement au fil des siècles. À l'emplacement de l'actuelle Trêveszaal se trouvaient plusieurs bâtiments du XIVe siècle dans lesquels le comte de Hollande, Albert Ier de Hainaut, a vécu avec sa famille. La Kleefse Kamer (Chambre bavaroise) datant d'environ 1360, rappelle la seconde épouse du comte Albrecht, Marguerite de Clèves. 
Depuis le Hofvijver, les contours de la Trêveszaal sont reconnaissables à la façade avec un sommet carré en forme de tour avec des merlons.  
En 1588, les États généraux des Provinces-Unies commencent à utiliser des salles de réunion dans les bâtiments qui se trouvent alors à cet emplacement. En 1608, des négociations de paix entre les Provinces-Unies et les Espagnols ont lieu dans l'une de ces salles. La Trêveszaal prendra plus tard son nom de cet évènement. L'ameublement des anciens bâtiments devait être simple : en 1620, un visiteur étranger qualifie ces pièces de « povero luogo », ou « endroit pauvre »[réf. nécessaire]. Les salles devinrent de plus en plus inadéquates par rapport au pouvoir et au prestige croissant des États généraux. Il faudra cependant attendre longtemps avant que cela ne conduise à envisager des rénovations majeures. 
En 1696, les États généraux des Provinces-Unies, l'organe administratif suprême de la République, chargent l'architecte franco-hollandais Daniel Marot de transformer deux salles existantes en une salle où les ambassadeurs pourraient être reçus de manière appropriée. Le plafond est considérablement surélevé et la façade côté Hofvijver est remplacée. La salle, reconstruite dans le Style Louis XIV, est mise en service en octobre 1697.

## Décoration

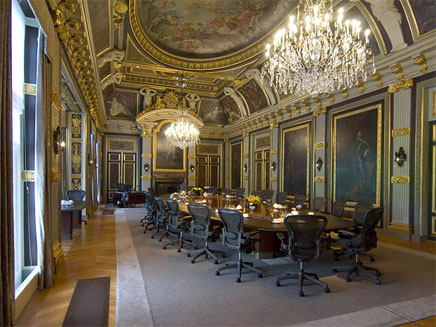
Trêveszaal.

Les murs de la salle sont divisés en champs par des pilastres ioniques, au-dessus desquels se trouvent des bandes horizontales dorées avec des raisins et des coquillages. Au-dessus se trouve une moulure en anse d'où émergent des hermès en bois peints en blanc réalisés par le sculpteur Johannes Blommendael. Sur les petits côtés de la salle se trouvent deux cheminées avec des peintures « placées » entre des pilastres. Les pilastres sont couronnés par un tympan en arc avec deux hermès au-dessus de chaque cheminée, entre lesquels se trouve un blason. Une banderole porte la devise de la République de l'époque : Concordia res parvae crescunt.
Sur le mur opposé aux fenêtres, les boiseries contiennent les portraits des stathouders Guillaume Ier d'Orange-Nassau, Maurice de Nassau, Frédéric-Henri d'Orange-Nassau et Guillaume II d'Orange-Nassau peints par Jean Henri Brandon ; le portrait du roi-stathouder Guillaume III d'Orange-Nassau est accroché au-dessus d'une des cheminées. La peinture du plafond à l'huile sur plâtre est du peintre de La Haye Theodoor van der Schuer ; son sujet est L'Unité des Sept Provinces.
L'extension rectangulaire du côté du Hofvijver présente un plafond en stuc de style Louis XIV de Johannes Sima. Le plan symétrique est rempli de losanges, contenant des rosettes, des calices, des glands, des feuilles d'acanthe et des coquillages. Au-dessus du passage vers l'extension se trouve le texte « In 't Vreedejaer 1697 ».
Cette salle monumentale et les salles adjacentes furent épargnées lors des rénovations du Binnenhof en 1879 et 1913.

## Utilisation

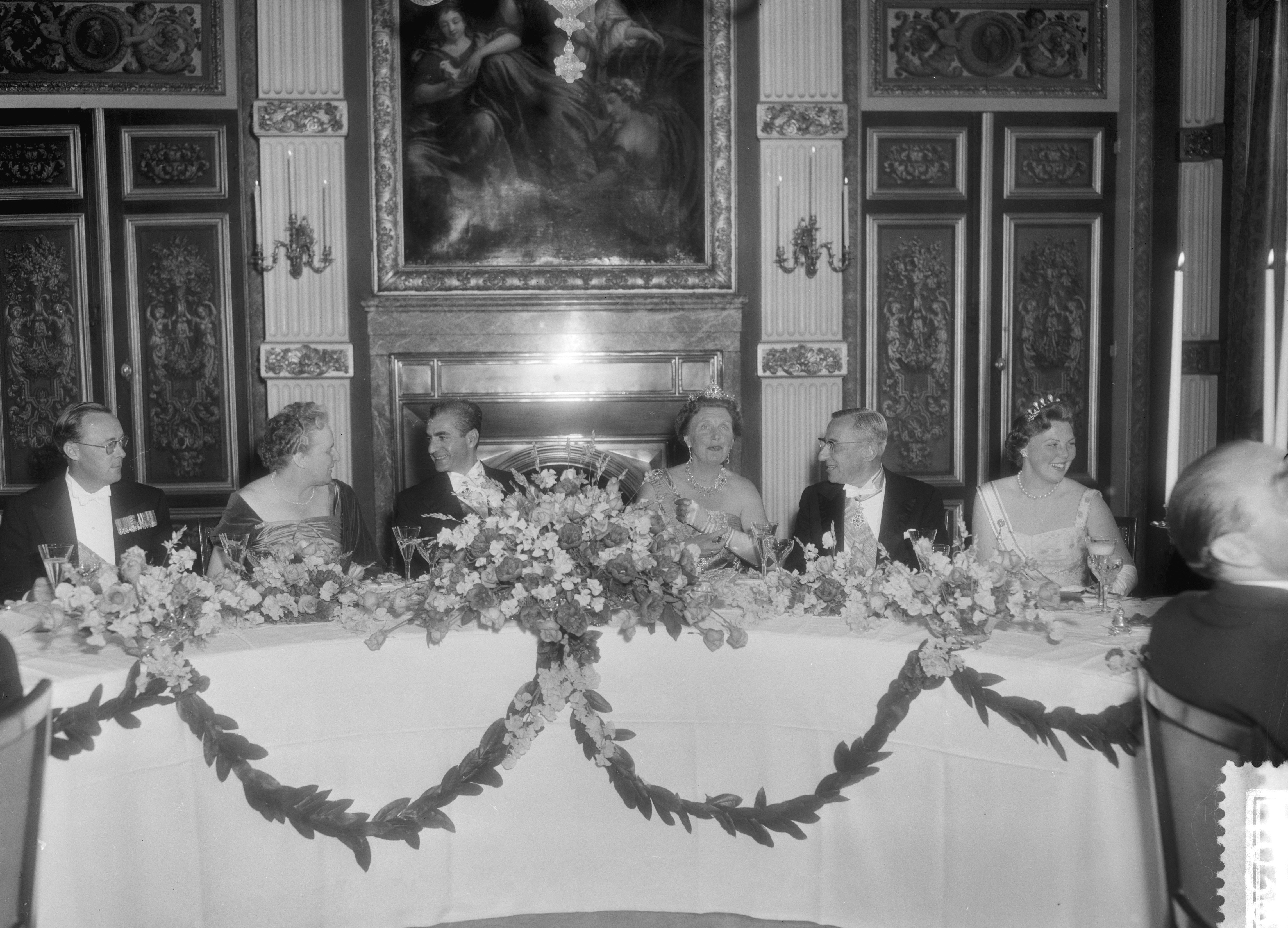
Dîner d'État dans la Trêveszaal offert par le Conseil des ministres le 21 mai 1959 ; de gauche à droite Prince Bernhard, Mme. De Quay, le Chah d'Iran Mohammad Reza Pahlavi, la reine Juliana, le premier ministre Jan Eduard de Quay et la princesse Beatrix.

En 1697, une délégation d'ambassadeurs russes y est reçue alors que le tsar Pierre Ier vit à Zaandam.
Guillaume Ier est proclamé roi dans la salle de Trêves en 1815.
De 1815 à 1849, la Trêveszaal est utilisée pour les réunions de la Première Chambre des États généraux (Sénat). La Première Chambre s'installe ensuite dans la salle de réunion des États de Hollande datant de 1655, sur le côté sud de la Binnenhof.
Entre 1879 et 1882, les bâtiments entourant la Trêveszaal sont largement rénovés et restaurés par l'architecte Ferdinand Jacob Nieuwenhuis pour le compte du gouvernement. Sa façade sur le Hofvijver reçoit une apparence néo-Renaissance basée sur les connaissances historiques de l'époque.
Avant 1977, le Conseil des ministres se réunit non seulement dans la Trêveszaal, mais aussi dans le Catshuis et dans les bâtiments des ministères de la Justice, de l'Intérieur et des Colonies de l'époque.
En 1995, le Premier ministre Wim Kok et le chancelier fédéral d'Allemagne Helmut Kohl s'y rencontrent.
En 2002, les installations de la salle sont adaptées à son usage actuel tout en conservant son aspect historique. Un cabinet d'architectes d'Amsterdam conçoit une nouvelle table de conférence et deux lustres. Les rideaux et la moquette sont également renouvelés.
Les réunions du Conseil des ministres ont lieu tous les vendredis autour d'une longue table, le Premier ministre étant assis au milieu et les ministres à des places fixes. Le chef du Service d'information du gouvernement est également présent. Lors des réceptions, la table peut être remplacée par des tables rondes plus petites.
En 2009, le ministre des Affaires étrangères Maxime Verhagen est réprimandé par le Premier ministre Jan Peter Balkenende après avoir pris une photo dans la salle et l'avoir publiée sur Internet